# Lienhard Hirschvogel

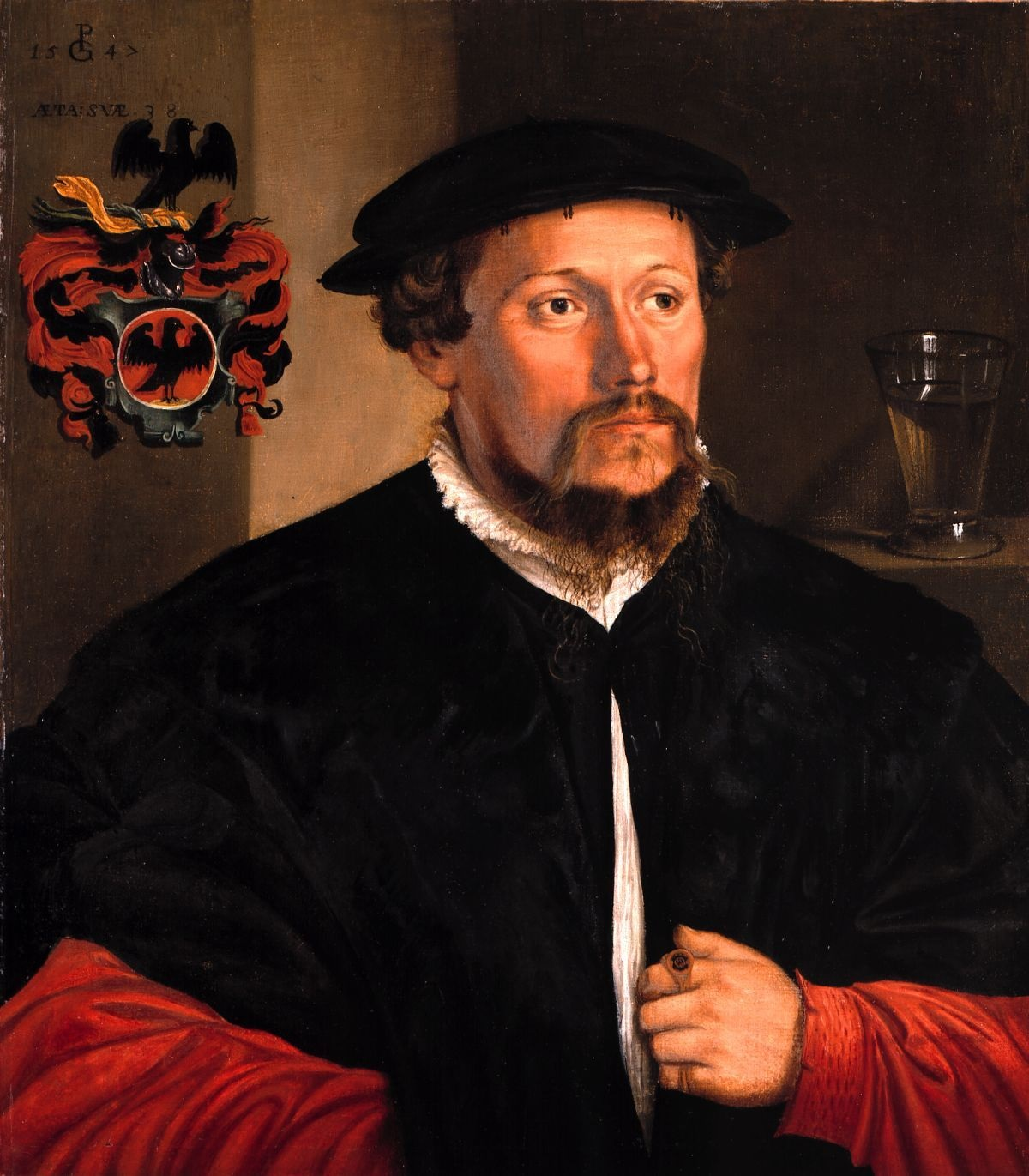
Lienhard Hirschvogel (1542)
Gemälde von Georg Pencz

Lienhard III. Hirschvogel (* 21. Juni 1504 in Nürnberg; † zwischen Februar und Mai 1549 in Augsburg) war ein deutscher Kaufmann und Fernhändler.
Lienhard (III.) Hirschvogel (auch Hirsvogel) war der Sohn von Bernhardin Hirschvogel und Barbara, geb. Imhoff, Fernhandelskaufmann und Patrizier in Nürnberg. Nach dem Tod seines Vaters nahm sich sein Onkel Lienhard II. Hirschvogel seiner an. Seine Ausbildung erwarb er im Handelshaus der Hirschvogel in den Niederlassungen Venedig, Antwerpen und Lissabon. 1522, nach Übergabe durch seine Vormünder, trat er das Erbe seines Vaters Bernhardin an. Nach dem Tod Lienhard II. nahm er starken Einfluss auf das gemeinsam mit seinem Cousin Endres II. Hirschvogel geführte Hirschvogel-Handelshaus. Lienhard III. Hirschvogel glaubte sich zeitlebens im Besitz unerschöpflicher Geldmittel. Durch unüberlegte Grundkäufe immensen Ausmaßes und seinen höfischen Lebensstil – alte Chroniken belegen, dass rauschende Feste und Trinkgelage an der Tagesordnung waren – schuf er sich hohe Belastungen, denen ein stagnierender Geschäftsgang des ihn nicht sonderlich interessierenden Handelshauses gegenüberstand. 1531 erwarb Lienhard III. die Anwesen „behausung und hofreit“ an der Hirschelgasse in Nürnberg und in loser Folge etliche Nachbaranwesen, um dort eine Stadtresidenz nach dem Vorbild italienischer Stadtadeliger zu errichten. Bekannt ist er als Erbauer des Hirsvogelsaals (eigentlich Hirschvogelsaal), einem Frührenaissancebau, den er dort aufwändigst für private Feste errichten ließ.
1535 heiratete er Sabine Welser, eine Tochter aus dem gleichnamigen Augsburger Patriziergeschlecht. 1536 löste Hirschvogel einen Skandal aus, als er seine Frau nach Augsburg zurückschickte, nachdem ihr Vater die vereinbarte Mitgift nicht gezahlt hatte. Anton Welser, Vater der Braut, bemühte sich die geschlossene Ehe vom Bamberger Konsistorium für ungültig erklären zu lassen. 1538 wurde die Ehe zugunsten der Frau geschieden; der schon zuvor verschuldete Hirschvogel wurde 1539 seines Amtes als Genannter (Ratsherr) der Reichsstadt Nürnberg enthoben. Mit dem Verfall seines Ansehens ging der Rückgang der Handelsgeschäfte einher. Lienhard III. Hirschvogel bestritt seinen zunächst weiterhin aufwändigen Lebensstil durch permanenten Verkauf von Grundvermögen und Kreditaufnahmen. Um den Rest seines Grundbesitzes zu retten, übertrug er diesen an Lienhard Kobold. Die von den Welsern vor dem Reichsgericht angefochtene Übertragung wurde aufgehoben und Lienhard III. Hirschvogel musste für die immensen Kosten der jahrelangen Prozesse aufkommen. Über seine letzten Lebensjahre ist wenig bekannt; Lienhard III. Hirschvogel verbrachte sie in Joachimsthal in Böhmen. 1549 reiste er 45-jährig nochmals nach Augsburg, vermutlich um sich mit den Welsern auszusöhnen. Völlig überschuldet, mittellos und gebrochen verstarb Lienhard III. Hirschvogel, einst einer der reichsten Männer seiner Zeit, Anfang 1549 in Augsburg.